# Schlachtgeschwader 102
La Schlachtgeschwader 102 (SG 102) (102e escadron d'attaque au sol) est une unité d'attaque au sol de la Luftwaffe pendant la Seconde Guerre mondiale. 

## Opérations
Le SG 102 a mis en œuvre principalement des avions Focke-Wulf Fw 190.

## Organisation

### Stab. Gruppe
Le Stab./SG 102 est formé le 18 octobre 1943 à Paris-Orly à partir du Stab/St.G.102
Il est dissous le 4 février 1945.

Geschwaderkommodore (Commandant de l'escadron) :
| Début            | Fin             | Grade | Nom                    |
| ---------------- | --------------- | ----- | ---------------------- |
| 18 octobre 1943  | 7 novembre 1944 | Major | Bernhard Hamester (en) |
| 15 novembre 1944 | Février 1945    | Major | Karl Henze (pt)        |

### I. Gruppe
Formé le 18 octobre 1943 à Paris-Orly à partir du I./St.G.102 avec :
- Stab I./SG 102 à partir du Stab I./St.G.102
- 1./SG 102 à partir du 1./St.G.102
- 2./SG 102 à partir du 2./St.G.102
- 3./SG 102 à partir du 3./St.G.102

Le I./SG 102 est dissous le 4 février 1945.
Gruppenkommandeure (Commandant de groupe) :
| Début           | Fin             | Grade     | Nom               |
| --------------- | --------------- | --------- | ----------------- |
| 18 octobre 1943 | 19 juin 1944    | Hauptmann | Siegfried Göbel   |
| 20 juin 1944    | 14 octobre 1944 | Hauptmann | Fritz Eyer        |
| 15 octobre 1944 | Février 1945    | Hauptmann | Rudolf Braun (en) |

### II. Gruppe
Formé le 1er mars 1943 à Deutschbrod à partir du II./St.G.102 avec :
- Stab II./SG 102 à partir du Stab II./St.G.102
- 4./SG 102 à partir du 4./St.G.102
- 5./SG 102 à partir du 5./St.G.102
- 6./SG 102 à partir du 6./St.G.102
- 7./SG 102 à partir du 7./St.G.102 (dissous avant septembre 1944)

Le II./SG 102 est dissous le 4 février 1945.
Gruppenkommandeure :
| Début           | Fin             | Grade     | Nom               |
| --------------- | --------------- | --------- | ----------------- |
| 18 octobre 1943 | 24 janvier 1944 | Hauptmann | Fritz Eyer        |
| 25 janvier 1944 | 14 octobre 1944 | Hauptmann | Rudolf Braun (en) |
| 15 octobre 1944 | 9 janvier 1945  | Hauptmann | Fritz Eyer        |
| 10 janvier 1945 | 4 février 1945  | Hauptmann | Frank Neubert     |